# Victorino de la Plaza
Victorino de la Plaza y Palacios (Salta, 2 novembre 1840 – Buenos Aires, 2 ottobre 1919) è stato un politico e avvocato argentino, Presidente dell'Argentina dal 9 agosto 1914 al 12 ottobre 1916.